# Albert Calmette
Léon Charles Albert Calmette (Nizza, 12 luglio 1863 – Parigi, 19 ottobre 1933) è stato un medico e microbiologo francese famoso per aver sviluppato con Camille Guérin, tra il 1904 e il 1928, il bacillo di Calmette-Guérin, un microrganismo attenuato utilizzato come vaccino contro la tubercolosi.

## Biografia
Dopo aver conseguito la maturità al Lycée Saint-Louis di Parigi e dopo aver frequentato la scuola di medicina navale di Brest, nel 1883 divenne  medico della marina e con questo titolo soggiornò a lungo nelle colonie francesi. La sua prima sede fu Hong Kong, dove fra l'altro studiò la malaria, argomento della sua tesi di laurea nel 1886. Fu poi inviato a Saint-Pierre e Miquelon (1887), e successivamente nelle colonie dell'Africa occidentale, Gabon e Congo dove, oltre alla malaria, si interessò della malattia del sonno e della pellagra.
Nel 1890 frequentò a Parigi un corso di batteriologia presso il laboratorio di Roux. Cominciò allora la collaborazione con Louis Pasteur e fu incaricato da quest'ultimo di fondare una sede dell'Istituto Pasteur a Saigon, dove organizzò la produzione di vaccini contro la rabbia. Concentrò le sue ricerche sulla tossicologia e l'immunologia, dedicandosi allo studio del veleno dei serpenti, delle api e sul curaro. Organizzò, inoltre, la produzione di vaccini contro il vaiolo e la rabbia; iniziò inoltre un'attività di ricerca sul colera e sulla fermentazione dell'oppio e del riso. Tornò in Francia nel 1894 e sviluppò i primi antidoti contro il morso dei serpenti utilizzando siero di cavalli vaccinati e immunizzati ("siero Calmette"). Calmette partecipò anche allo sviluppo del primo antisiero contro la peste, in collaborazione con Alexandre Yersin, colui che ne aveva scoperto l'agente eziologico (Yersinia pestis). Calmette si recò in Portogallo per studiare, e contribuire a contrastare, un'epidemia di peste scoppiata a Porto.

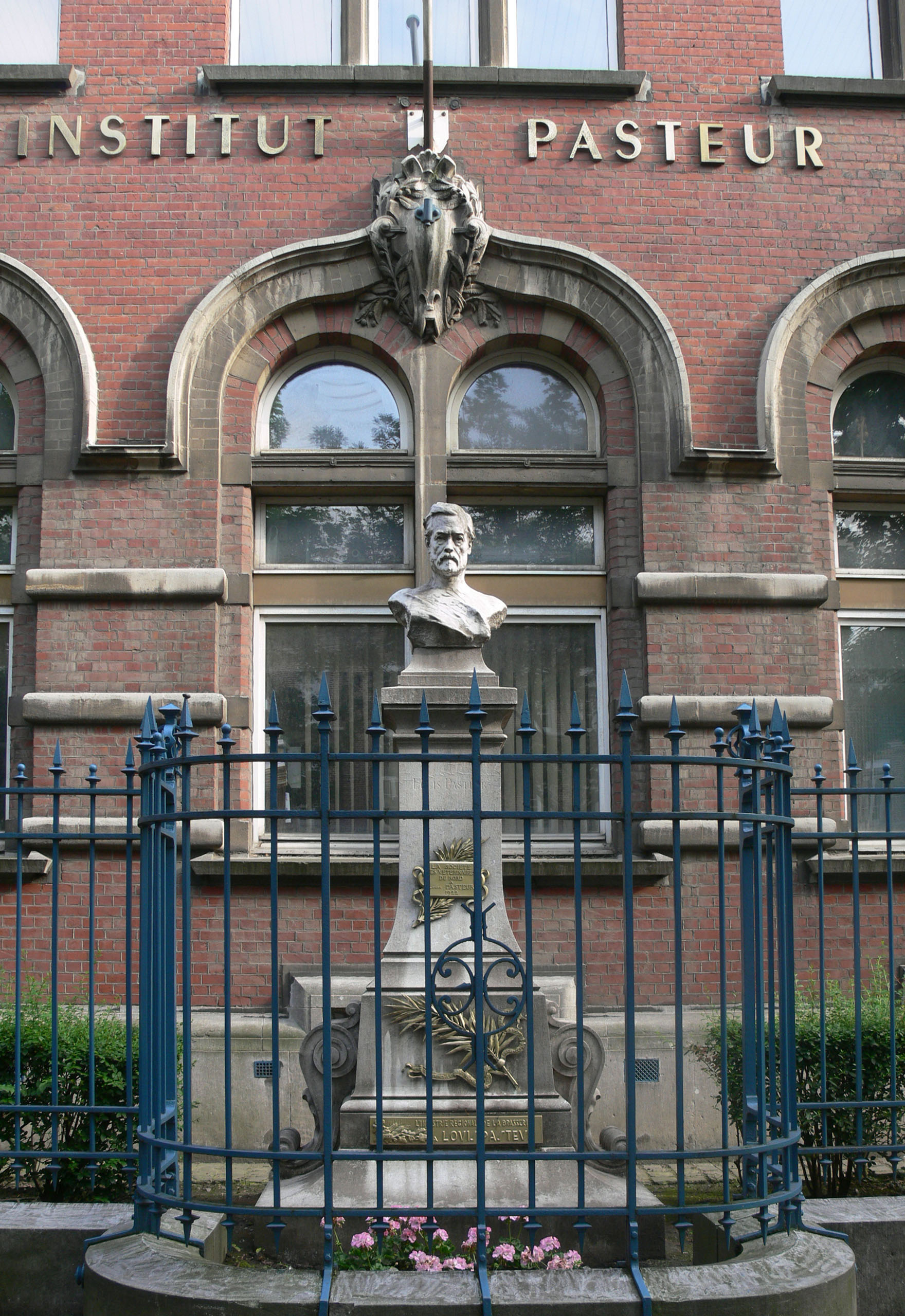
Istituto Pasteur di Lilla

Nel 1895 ottenne da Roux la direzione dell'Istituto Pasteur di Lilla, che manterrà per 25 anni. Inizierà un periodo in cui si interesserà soprattutto della lotta alla tubercolosi, una malattia all'epoca molto diffusa, contro la quale non esistevano terapie efficaci e il cui trattamento prevedeva anche l'attuazione di interventi di tipo sociale. Nel 1901 fonderà un dispensario per la lotta alla tubercolosi, chiamato poi Dispensaire Calmette, per la prevenzione della malattia e l'assistenza gratuita e generalizzata dei malati di tubercolosi. Nel 1904 fondò l'associazione "Ligue du Nord contre la Tuberculose", ancora esistente, per sensibilizzare la lotta alla tubercolosi. Riguardo alla profilassi della tubercolosi, Calmette realizzò una tecnica diagnostica della malattia basata su una reazione allergica alla tubercolina (oftalmoreazione di Calmette) e, in collaborazione con Camille Guérin, un metodo per la vaccinazione preventiva antitubercolare per mezzo di un batterio la cui virulenza fu attenuata mediante 230 passaggi in un terreno costituito da bile, glicerina e patata, per un periodo di tredici anni, dal 1908 al 1921 (Bacillo di Calmette-Guérin o BCG). Il vaccino BCG fu utilizzato per la prima volta nell'uomo nel 1921 e fu utilizzato massicciamente solo dopo la seconda guerra mondiale nel corso delle massicce vaccinazioni effettuate in Europa dal 1945 al 1948 nell'ambito della International Tuberculosis Campaign or Joint Enterprises.
Durante la prima guerra mondiale Calmette fu nominato vice direttore della Sanità nella prima regione militare di Lilla, ma non poté raggiungere la sede perché la città fu occupata dalle truppe tedesche. Organizzò comunque gli ospedali militari ausiliari. Nel 1917 fu nominato vice-direttore dell'Istituto Pasteur di Parigi. Fu poi accolto nell'Académie de médecine (1919) e nell'Académie des sciences (nel 1927).
Albert Calmette era il fratello minore del giornalista Gaston Calmette (1858-1914), il quale fu direttore di Le Figaro da 1903 fino al 1914, allorché fu assassinato da Henriette Caillaux, moglie del ministro francese delle finanze Joseph Caillaux.